# (12431) Webster
(12431) Webster est un astéroïde de la ceinture principale.

## Description
(12431) Webster est un astéroïde de la ceinture principale. Il fut découvert le 18 décembre 1995 à Kitt Peak par le projet Spacewatch. Il présente une orbite caractérisée par un demi-grand axe de 2,56 UA, une excentricité de 0,08 et une inclinaison de 15,6° par rapport à l'écliptique.

## Compléments